# آن هيتون (راقصة باليه)
آن هيتون (بالإنجليزية: Anne Heaton)‏ هي راقصة باليه بريطانية، ولدت في 1930.